# Bouquet
Bouquet är ett franskt ord som åsyftar de olika lager av aromer och dofter som finns i ett vin eller annan dryck.